# Лахајна (Хаваји)
Лахајна (енгл. Lahaina) насељено је место за статистичке потребе у америчкој савезној држави Хаваји. По попису становништва из 2010. у њему је живело 11.704 становника.

## Демографија
Према попису становништва из 2010. у граду је живело 11.704 становника, што је 2.586 (28,4%) становника више него 2000. године.
| Група             | 2000.         | 2010.         |
| Белци             | 2.253 (24,7%) | 2.742 (23,4%) |
| Афроамериканци    | 31 (0,3%)     | 62 (0,5%)     |
| Азијати           | 3.957 (43,4%) | 4.627 (39,5%) |
| Хиспаноамериканци | 644 (7,1%)    | 1.345 (11,5%) |
| Укупно            | 9.118         | 11.704        |